# 映画ドラえもん のび太の恐竜2006
- ドラえもん > 大長編 > のび太の恐竜 > 映画ドラえもん のび太の恐竜2006
- ドラえもん > 映画 > 映画ドラえもん のび太の恐竜2006

『映画ドラえもん のび太の恐竜2006』（ドラえもん のびたのきょうりゅうにいまるまるろく）は、2006年に公開された日本のアニメーション映画。監督は渡辺歩。1979年から連載された長編漫画『ドラえもん のび太の恐竜』の2度目のアニメ映画化作品。1980年に公開された1度目のアニメ映画化作品『ドラえもん のび太の恐竜』のリメイク。
シンエイ動画制作。まんがドラえもん誕生35周年記念作品。
キャッチコピーは「君がいるから、がんばれる。」、「うまれたて、映画ドラえもん。」

## 概要
2005年4月のTVアニメ大幅リニューアル（これ以降をアニメ第2作第2期と呼ぶ）後、初の映画作品。2006年3月4日に全国公開（映画としては2年ぶり）。興行収入は32億8000万円。
当時の最新の学説が取り入れられるなど、1度目のアニメ映画とは異なる点が幾つかある。

## ストーリー
スネ夫にティラノサウルスの爪の化石を自慢されたのび太は、悔し紛れに「自分の手で恐竜まるごと一匹の化石を発掘してみせる」「もし出来なかったら鼻からスパゲッティを食べてやる」と宣言してしまう。翌日、近所の崖で採掘作業を始めたのび太は、偶然にも恐竜らしき卵の化石を発掘する。タイムふろしきによって1億年前の姿に戻され、のび太の体温で温められた卵からは首長竜の一種フタバスズキリュウが孵った。のび太はそれをピー助と名付け、成長させてからスネ夫とジャイアンに見せて二人をギャフンと言わせようと決意する。しかし、ピー助は成長するごとに巨大になっていき、飼育場所を公園の池に移したものの目撃談が広がってしまう。やがてダイバーによる池の捜索活動が始まったうえ、未来からやってきた黒マスクの男にピー助を売り渡すよう脅迫されたのび太は、タイムマシンでピー助を白亜紀に返す事を決意する。黒マスクの追撃を振り切り、白亜紀の海に辿り着いたのび太はピー助を置き去りにして21世紀へ帰還した。
宣言を達成できなかったのび太はジャイアンとスネ夫に鼻からスパゲッティを食わされそうになり、しずかからも「嘘を吐いたのに認めないのは男らしくない」と非難されてしまう。やむなくタイムテレビで皆にピー助を見せようとしたものの、そこにはエラスモサウルスに包囲されたピー助の姿が映っていた。実は黒マスクの攻撃でタイムマシンの空間移動装置が損傷しており、日本近海ではなく北米大陸に置き去りにしてしまったのだ。居ても立ってもいられなくなったのび太はタイムマシンでピー助の下に向かおうとし、皆もそれに同行する。1億年前の北米大陸に辿り着き、ピー助との交流や恐竜時代の冒険を満喫した一同だが、その夜ドラえもんが絶望的な事実を語り始める。先の損傷に加えて定員オーバーで搭乗したせいでタイムマシンは完全に故障してしまい、一億年後にのび太の机が存在する座標（＝超空間への出入り口）に置かなければ時間移動が不可能になってしまったのだ。
やむなく一同はスネ夫のアイデアに従い、1日4時間はタケコプターで、残りの時間は徒歩で移動することでバッテリー消耗を抑えながら、まだ水没していないベーリング海峡を経由して日本に向かう事を決意する。オルニトミムスやティラノサウルスを桃太郎印のきびだんごで手なずけるなどしながら過酷な旅を続ける一同だが、ケツァルコアトルスの襲撃で遂にタケコプターが故障してしまい、桃太郎印のきびだんごも谷に落として失われてしまう。そこに現れた黒マスク率いる恐竜ハンター達は「ピー助を渡せば、君たちを21世紀に送ってあげよう」と懐柔を図るが、のび太達は拒否する。前例がないほど人間に懐いた恐竜であるピー助を諦めきれない黒マスクは、雇い主のドルマンスタインにのび太達の捕獲、すなわち「人間狩り」を提案する。
ラジコンを利用した陽動作戦で逃亡時間を稼ごうとするドラえもん達だが、あえなく作戦は露見し、しずか、スネ夫、ジャイアンは恐竜ハンターのアジトに捕えられてしまう。彼らを助けるべくアジトへ侵入したドラえもんとのび太にはティラノサウルスがけしかけられ、絶体絶命の危機に陥る。しかしそのティラノサウルスはかつて桃太郎印のきびだんごで手なずけた個体だった。一同が反撃を開始し、ティラノサウルスがドルマンスタインのペットであるスピノサウルスと対決する中、戦闘の余波でアジトは崩壊・水没していく。ドラえもんはのび太達と捕らえられた恐竜を四次元ポケットに収納し、懸命に泳ぐピー助に掴まる事でかろうじてアジトから脱出した。その後、事態を察知して現れたタイムパトロールの手で恐竜ハンター達は全員逮捕された。
全てのひみつ道具を失ったにもかかわらず、一同はタイムパトロールの手を借りずに成長したピー助の背中に乗る事で目的地を目指す。やがて辿り着いた小島には超空間への出入り口が開いており、近海にはフタバスズキリュウの群れが棲息していた。ピー助が還るべき場所に辿り着いたことを悟ったのび太は、泣きながら別れを告げて21世紀へ帰還した。その夜、のび太はかつてピー助と遊んだボールを卵を温めていた時のように抱きしめて、ピー助の幸せを願いながら眠りにつくのだった。

## 声の出演
※表記・順は本編クレジットに準じる。
- ドラえもん - 水田わさび
- のび太 - 大原めぐみ
- ジャイアン - 木村昴
- スネ夫 - 関智一
- しずか- かかずゆみ
- ピー助 - 神木隆之介
- ママ - 三石琴乃
- パパ - 松本保典
- スネ夫のママ - 高山みなみ
- 手下（A～D） - 楠見尚己、宇垣秀成、高戸靖広、木村雅史
- ダイバー（A～C） - 後藤史彦、下和田裕貴、幸田昌明
- 主婦B - まるたまり
- 妊婦 - 倉田雅世
- 女の子（A、B） - 桃森すもも、瀬那歩美
- 男の子（A、B） - 福圓美里、山下亜矢香
- タイムパトロール隊員（A、B） - スキマスイッチ
- おやじ・主婦A・リサイクル業者・レポーター・タイムパトロール長官 - 劇団ひとり
- ドルマンスタイン - 内海賢二
- 黒マスク（恐竜ハンター） - 船越英一郎

## 登場する恐竜・古代生物
- ティラノサウルス - オープニング前に、恐竜ハンターらしき人物に襲われた。だが1980年版と同じく、ドラえもん一行を何度も襲撃し、アラモサウルスの群れを襲撃時にドラえもんの手で"桃太郎印のキビダンゴ"を食べて、大人しくなる。その後恐竜ハンターに捕らえられるもドラえもん達の手で縦横無尽に暴れ回る。
- フタバスズキリュウ
- エラスモサウルス - 北米近海の大型の首長竜。異種のピー助を仲間とは認めず、群れで威嚇していた。
- オルニトミムス
- トリケラトプス
- パラサウロロフス
- アラモサウルス - 1980年版ではアパトサウルスが登場していたが、本作では白亜紀の北米大陸最大の竜脚類として登場している。
- プテラノドン - 1980年版ではドラえもん一行を襲撃しているが、本作では海辺のシーンで少し登場しただけである。
- ケツァルコアトルス - 1980年版ではプテラノドンが渓谷にてドラえもん一行を襲撃しているが、本作ではプテラノドンを凌駕する大型翼竜として登場している。
- スピノサウルス - ドルマンスタインの切り札。世界最大の大型獣脚類であり、時代も生息地も異なる恐竜種だが、ドルマンスタインが連れてきた。公開前情報が伏せられていた「隠れキャラクター」であり、ティラノサウルスとの対決は『ジュラシック・パークIII』のオマージュネタである。

## スタッフ
| 原作                              | 藤子・F・不二雄 |
| 脚本                              | 渡辺歩 楠葉宏三 |
| 総監督                            | 楠葉宏三 |
| 作画監督                          | 小西賢一 |
| 美術監督                          | 西田稔 |
| CG監督                            | 木船徳光 |
| 撮影監督                          | 熊谷正弘 |
| 編集                              | 岡安肇 岡安プロモーション 小島俊彦 中葉由美子 村井秀明 尾形美保 藤本理子 |
| 録音監督                          | 田中章喜 |
| 音楽                              | 堀井勝美 |
| 効果                              | 糸川幸良 |
| チーフプロデューサー              | 増子相二郎 杉山登 |
| 監督                              | 渡辺歩 |
| 絵コンテ                          | 渡辺歩 |
| 演出                              | 宮下新平 |
| 動画検査                          | 大野順子 山西晃嗣 澤田裕美 八木郁乃 |
| 色彩設計                          | 松谷早苗 |
| 色指定・検査                      | 吉田晴絵 |
| 色彩設計補佐                      | 堀越智子 |
| 仕上検査                          | 今泉ひろみ |
| 仕上担当                          | 野中幸子 |
| 特殊効果                          | 干場豊 |
| 原画                              | 山口明子 植村淳 大城勝 大杉宜弘 大谷敦子 大塚正実 加来哲郎 金子志津枝 佐々木美和 古屋勝悟 牧原亮太郎 森久司 篠原真紀子 松井理和子 才田俊次 林静香 関修一 西田達三 尾鷲英俊 山下高明 浜洲英喜 鈴木大司 佐々木政勝 宮沢康紀 橋本晋治 大武正枝 沢みなと 夏目真悟 吉田徹 和泉絹子 桝田浩史 奥野浩行 矢上孝一 川畑栄郎 鈴木勤 山本佐和子 松本憲生 原和孝 夢弦館 吉田誠 大嶋清美 西村貴世 井上香織 テレコム 横堀久雄 馬場健 |
| 動画                              | ベガエンタテイメント 小杉菜穂子 武山麻衣子 鈴木まりあ 遠藤良恵 キャロラインキング スノーライトスタッフ 森下智美 石川麻美 岩木孝司 江部賢 長澤基 スタジオヴィクトリー 詍高実 上原未夢 須永哲也 本田吉則 中川裕子 大前裕美子 時田亮平 大室奈緒子 オープロダクション 小須田ひろみ 藤原よしえ 狩野真穂 國安真一 今野葉 辻仁子 宇田美保子 ORANGE ANIMATION STUDIO BAEK JONG RYUN LEE JI YOUNG KIM JUNG SOO PARK JIN KYUNG CHOI HYE JUNG HYOIN ANIMATION STUDIO OH HYO SEOK KIM MIN SU KIM EUN KYOUNG URANO TAKASHI YOON BYOUNG HEE WHITE LINE KIM JONG GYU KIM YOUNG HEE BYUN JIN SUN KIM YOUNG MIN KIM SIN REE アニメ TORO TORO 谷平久美子 山浦由加里 中里舞 スタジオMAT 奥田延 口井令佳 盛田詩絵 たくらんけ 伊藤かおり 近藤梨恵 寺田久美子 稲田俊子 ラジカルパーティー 平間久美子 高橋幸江 角田恵子 藤あや子 加来由加里 原口ちはる 梅林由加里 安留博子 鳥羽明子 及川佳那子 寺田眞佐子 小西美鈴 プロジェクトチーム・サラ ノーサイド |
| デジタルペイント                  | ベガエンタテイメント 宮本陽子 上田明子 南澤由美 スタジオステップ 佐藤博美 鈴木怜子 田中理恵 牧田美保 曽根久美子 鈴木裕太 ORANGE ANIMATION STUDIO AN YOUNG AE PARK TAE BONG KANG MI RYUNG SON SUN A LEE MYUNG SOON HYOIN ANIMATION STUDIO WON EUN SOOK LEE BO RAN HAN MI YOUNG PARK JUNG GT BANG HYE SUN WHITE LINE MOON SUNG HY KIM SUJIN LEE SUKJIN KWAK MEE DUCK LEE SUNJU ライトフット 松浦友紀 守屋理恵 吉村恵子 井口美幸 竹之内咲子 黒木智子 光井朋夏 玉木千春 渡辺桂子 スタジオタージ 土屋透治 あかほりくみこ 宮原奈緒子 細川和美 伊藤俊幸 森田都世 猪原奈都子 南龍介 店崎小百合 小柳寿志 白石亜弥 板山琴美 小笠原彩恵 うすいこうぢ Wish 石川直樹 楢崎義隆 伊藤敦子 平出真弓 井上昭子 斎藤知津江 高橋友子 加藤里恵 吉田春加 石川佳代 |
| 背景                              | スタジオユニ 明石聖子 古賀徹 阿部真由美 松本良勝 河合伸治 石黒恵美子 高橋佐知 氣賀澤佐知子 中島美枝子 新井由華 アトリエ・ローク 川口正明 沼井信朗 石田晶子 下山和人 堀井美奈子 AGUN OKA ARUTANA 松本健冶 ベガエンタテイメント 土橋誠 中村知子 STUGIO RUFUS 宮本実生 川島裕充 熊谷恵里 L.GREEN PRO LEE SEO GU KANG MI HYANG WON PRODUCTION KIM WON YOUNG LEE MIKYUNG LEE SOO KYUNG PAC 田崎万里子 |
| 背景スキャン                      | スキャン屋 佐藤広明 川井政明 木村誠 高橋多恵 後藤ゆう子 |
| CG制作                            | IKIF+ 奥村優子 金子玲奈 濱中裕 佐藤敦 平野将彦 瀬尾祐太 杉山和也 宍戸光太郎 村上佐世子 中島智成 菱川パトリシア 吉田健 柳沢太佑 丸山潤一 宇佐見真心 森次慶子 |
| コンポジット撮影                  | アニメフィルム 野村達哉 鈴木浩司 伊澤香織 川合由美 松澤秀子 井上江美 倉田佳美 木次美則 山田廣明 大矢創太 ライトフット 箭内光一 河合有紀子 角野弘明 ひらきようこ 熊井裕士 大崎由紀子 白井翼 牧野真人 |
| 編集データ管理                    | 三宅圭貴 |
| オープニング                      | AKIHO 秋穂範子 木村光宏 阿部玲 野秋二差子 染野未奈 |
| 音楽制作                          | エンジニア 北川照明 セカンドエンジニア 奈良美幸 制作協力 サウンド・スタッフ 竹内聡 |
| 音響制作                          | AUDIO PLANNING U |
| 音響制作デスク                    | 中村友子 佐々木愛 |
| レコーディングスタジオ            | APU MEGURO STUDIO |
| ミキサー                          | 田口信孝 |
| アシスタントミキサー              | 村越直 |
| ダイアログ・エディター            | 山本寿 内山敬章 金子俊也 |
| デジタル光学録音                  | 西尾昇 |
|                                   | ドルビーデジタル・サラウンドEX 一部上映館を除く |
| 技術協力                          | 河東努 森幹生 コンチネンタルファーイースト株式会社 |
| フィルムワーク                    | 東京現像所 タイミング 吉川富雄 フィルムレコーディング 増田悦史 ラボ・コーディネイト 大渕智一 ラボ・マネージメント 加藤善仁 |
| 掲載                              | 小学館の幼児誌・学年別学習雑誌 てれびくん 月刊コロコロコミック 別冊コロコロコミック コロコロイチバン! |
| 参考資料                          | 小学館の図鑑NEO 「恐竜」 「大むかしの生物」 |
| 資料提供                          | 富田京一 |
| 予告編ディレクター                | 野々市谷有美 |
| プロモーション アートディレクター | 村井香里 |
| おまけまんが作画                  | むぎわらしんたろう |
| おまけまんが制作                  | タイムマシン |
| アニメーション協力                | ベガエンタテイメント 松土隆二 武井健 笠木昇 安本久美子 河村武雄 |
| 制作事務                          | 杉野友紀 服部高弘 宮澤英太郎 |
| 制作進行                          | 廣川浩二 西川昭彦 八鍬新之介 布川徹 |
| 原画制作                          | 別紙直樹 |
| 制作デスク                        | 外崎真 山﨑智史 |
| プロデューサー                    | 小倉久美 吉川大祐 山﨑立士 |
| 「映画ドラえもん」制作委員会      | 横田清 鵜沢道彦 齋藤満 秋本武英 山崎俊一 高橋知子 小川邦恵 萬代知 細川連理 新井聡 神戸明花 塙智行 山守貴子 石割太郎 田中千尋 下田真巳子 |
| 制作                              | 藤子プロ 小学館 テレビ朝日 ADK 小学館プロダクション シンエイ動画 |
|                                   | ©藤子プロ・小学館・テレビ朝日・シンエイ・ADK 2006 |

### 「特報」ムービー制作スタッフ
| 絵コンテ | 渡辺歩     |
| 原画     | 金子志津枝 |

（7月中旬から劇場や公式ホームページで流された最初の特報でドラえもん、のび太、ピー助が乗るタイムマシンが黒マスクが乗るタイムマシンに襲われるシーンがメイン。この特報は本編DVDにも収録されていない。これ以外の特報、予告編は本編映像を使用。）

## 主題歌
オープニングテーマ「ハグしちゃお」
作詞 - 阿木燿子 / 作曲 - 宇崎竜童 / 編曲 - 京田誠一 / 歌 - 夏川りみ（ビクターエンタテインメント）
第2期初の映画化作品であるためか、オープニング（オープニングタイトルは「ドラえもん」のみ）→タイトル→本編の順が第1作『のび太の恐竜』を踏襲した流れになっている。
エンディングテーマ「ボクノート」
作詞・作曲・編曲 - 大橋卓弥・常田真太郎 / 歌 - スキマスイッチ（BMG JAPAN/AUGUSTA RECORDS）

## 作品解説

### 企画
2004年7月に発売された月刊コロコロコミックにて映画の次回作は2006年春公開と発表されたが、これが本作の第一報である。ただし当時はまだ声優交代が報道されていなかったため、2005年に映画が公開されない理由は明かされていなかった。
2005年4月に行われたテレビシリーズのリニューアルと共に映画シリーズも原点回帰・再出発がテーマとして大きく打ち立てられ、大長編の第1作である『のび太の恐竜』のリメイクとして企画が本格的にスタートした。
映画ドラえもんシリーズとしては初めて製作委員会方式が採られ、新たに小学館プロダクションが出資と製作に参加している。

### 脚本
脚本は総監督の楠葉宏三と監督の渡辺歩が共同で執筆した。渡辺は全部自分で書きたかったが、物理的に難しかったと語っている。楠葉は物語の序盤（ピー助を最初に白亜紀へ送り届けるところまで）を担当し、原作漫画に忠実に脚本化。絵コンテを描く段階で、渡辺がそれに脚色を加えた。物語の中盤から結末までは、渡辺が脚色を加えつつ脚本化した。
本作で新たに加えられた要素・場面に関して渡辺は「あくまでも、自分の想像の域を出ない」と断りをいれた上で「原作に潜んでいるもの」、「読者の想像力にゆだねられたもの」を描いたとしている。その一方で、原作・旧作とは異なる（のび太たちがタイムパトロールの力を借りずに日本へたどり着く）終盤の展開については物語のポイントであり、「最初に手を加えたいと思った箇所」とも述べており、「子供達が、自分達の意志で生きていくようにできないのかという事と、理想論としての子供と大人の関係みたいなもの」を描くために入れたという。

### 最新学説の導入
本作は、制作当時の最新の学説を取り入れ、設定などを改変している。その一方で、あえて従来のままにした設定も存在する。
本作のタイトルの「のび太の恐竜」とはピー助のことを示していると考えられるが、ピー助は恐竜ではなく首長竜である。原作漫画内では「これは首長竜の一種でフタバスズキリュウだ!」とドラえもんが語っており、その箇所の表現としては誤ってはいないが、「恐竜の化石探し」の流れでピー助が登場するため作品全体としては「恐竜の一種が首長竜」と誤認しやすい作りになっている。本作を作る際にはタイトル変更の話もあがったが、従来通りの「恐竜」を用いたタイトルでの公開となった（本作には多くの古代生物が登場するが、その多くは恐竜である）。
また、ピー助は卵から誕生しているが、首長竜は卵を産まない。ただし、首長竜の胎児の化石が発見されたのは2011年で、ピー助が卵から生まれることを疑問視した記事の多くは2011年以降に執筆されたものである。
ちなみに、フタバスズキリュウの化石が発見されたのは1968年、首長竜という日本語が誕生したのは1968年のフタバスズキリュウの化石発見後、『のび太の恐竜』の短編漫画が描かれたのは1975年、フタバスズキリュウが新属新種の首長竜として「Futabasaurus suzukii （フタバサウルス・スズキイ）」という学名で正式に記載されたのは2006年である。
書評家の清水銀嶺は2019年に「（ドラえもん作品で）学説にこだわるのは野暮の極み」と述べている。ただし、原作者の藤子・F・不二雄は多数の書籍を読み一般の学説を調べてから、それを基盤としてフィクションを構築していくスタイルで漫画の制作を行っていたため、学説をまったく無視した作品づくりは原作者の姿勢に反することになる。本作の監督の渡辺は勉強会に参加し、最新学説と作品内容に齟齬があることを理解した上で「ファンタジーにしたいという事で、最新の恐竜学の考察を入れるのは避けた」と、部分的に最新学説を採用しなかったことについての自身の考えを述べている。

### 作画
作画監督は渡辺たっての希望もあり、スタジオジブリ出身の小西賢一が迎え入れられた。小西は前作『のび太のワンニャン時空伝』（2004年）で原画を担当しており、そのことが本作に携わるきっかけとなった。キャラクターデザインは渡辺がテレビシリーズ用に手がけた設定画と原作、本作の絵コンテを元に小西が改めて描き起こした。
本作の特徴は、一般的なアニメで見られる均一の整えられた線でなく、鉛筆の手描きを活かした強弱のあるタッチである。小西が『ホーホケキョ となりの山田くん』（1999年）を手がけた際に作った技法の延長線にあり、同時にアニメ的な影の入れ方も排した。これは時間経過や光源がはっきりしている場面の効果的な強調と、原作・キャラクターの「良さ」を活かすためのものである。また、整われた形よりも動きを優先させた作画が、方向性として採用された。これらの手法は本作以降、『のび太の宇宙英雄記』（2015年）、『のび太の南極カチコチ大冒険』（2017年）など一部の作品を除いてアニメ第2作2期シリーズの映画では定番となっていく。
本作の制作にあたり、森久司、松本憲生、橋本晋治など腕利きのアニメーターがシンエイ動画の外部より多数集められた。また、シンエイ動画の筆頭アニメーターである大塚正実が『のび太の日本誕生』（1989年）以来17年ぶりに参加している。

### スタッフ
チーフプロデューサーである増子相二郎により、美術監督はシンエイ動画制作の『戦争童話』シリーズを手がけてきた西田稔が、CG監督にはIKIF+を主催する木船徳光がそれぞれ選ばれた。
オープニングアニメーションはこれまで手描きの作画によるものやCGを多用したものなど様々な手法で制作されてきたが、本作では『ぜんまいざむらい』のキャラクターデザインなどを手がけた秋穂範子が中心となり、クレイアニメを交えた内容となっている。

### 封切り
海外でも公開され、日本のアニメ映画作品として初となる中国公開も実現した（2007年7月公開）。台湾（2007年9月14日公開）のほか、シンガポール、スペイン、フランスでも公開された。

### 評価
第1回Invitation AWARDSアニメーション賞を受賞した。
作品への評価として、映画批評家の前田有一は「第1作のリメイクは新キャスト・スタッフにとって良い選択」「近年の劇場版と比べシンプルだが、飽和気味の世界観を絞め直す効果はある」と批評している。
また、2017年のインタビューにてメイン声優の水田わさび、大原めぐみ、かかずゆみの3人は本作品を大長編のベストに挙げている。

## 漫画
本作の原作は、藤子不二雄の藤本弘（のちの藤子・F・不二雄）が1979年から連載した長編漫画『ドラえもん のび太の恐竜』（大長編ドラえもんシリーズ第1作）である。

## ゲーム
2006年3月2日に、本作をモチーフにしたゲームが発売された。ニンテンドーDS用ソフト。ゲームの物語は本作に基づいているが、のび太たち5人がタイムマシンで白亜紀に向かう途中で黒い男に襲われる場面以降は、ゲーム独自の展開となる。

### ゲームの漫画
映画の公開やゲームの発売の2か月前から、『のび太の恐竜2006 DS』のタイトルで長編漫画が発表された。漫画の執筆は藤子プロ出身の漫画家・岡田康則。全2回の連載（前後の大長編漫画執筆の流れは大長編ドラえもん#2006年〜を参照）。